# Nothing Left to Fear
Nothing Left To Fear är Destinys tredje album. Det släpptes 1991 på både vinyl och CD på det engelska bolaget Active Records. Martin Carlsson gav albumet fyra poäng i den svenska hårdrockstidningen Heavy Mental.

## Låtlista
1. "Nothing Left To Fear" 5.30 Musik:Kindberg/Björnshög Text: Gram
2. "Medieval Rendezvous" 4.52 Musik: Björnshög Text: Gram
3. "The Evil Trinity" 4.46 Musik: Björnshög/Kindberg Text: Gram
4. "Sirens In The Dark" 5.57 Musik: Björnshög/Österman Text: Ring
5. "Sheer Death" 4.14 Musik: Björnshög Text: Gram
6. "F.Ö.S." 1.50 Musik: Kindberg
7. "Beyond All Sense" 4.48  Musik: Björnshög/Kindberg Text: Gram
8. "No Reservation” 3.51  Musik: Björnshög/Kindberg Text: Gram
9. "The Raven"  3.45  Musik: Kindberg Text: Gram
10. "Rest In Peace"*  4.39 Musik: Österman/Prodén Text:Ring
11. ”Gamla Du Fria” 0.57 Text och musik: Richard Dybeck, 1844 Trad Arr. Destiny 1990

- CD bonuslåt.

## Sättning
- Sång: Zenny Gram (Hansson)
- Bas: Stefan Björnshög
- Gitarr: Gunnar Kindberg
- Trummor: Peter Lundgren